# مارينا نعمت
مارينا مرادي بخت (بالفارسية: مارینا نعمت) أو مارينا نعمت، كاتبة كندية من أصل إيراني، مسيحية أرثوذكسية من طهران، وسجينة سياسية سابقة في سجن ايفين بطهران في عهد اية الله الخميني. من أشهر أعمالها الأدبية رواية سجينة طهران.

## حياتها
ولدت مارينا بالثاني والعشرون من أبريل عام 1965 بطهران. تنحدر مارينا من أصل روسي حيث تزوجت جدتاها من رجلين إيرانيين يعملان في روسيا قبل اندلاع الثورة البلشفية في روسيا عام 1917، لكن بعد الثورة اجبر زوجاهما علي ترك الاتحاد السوفيتي لانهما لا يحملان الجنسية الروسية فقرروا الذهاب إلي إيران. امتلك والد مارينا غلام رضا نيكولاي مرادي بخت استديو رقص في وسط طهران عاصمة إيران، اما والدتها رقية ناتاليا فكري فهي تمتلك صالون تجميل في طهران. لها أخ أكبر ولد عام 1951. نشرت لها رواية سجينة طهران وهي عبارة عن سيرة ذاتية عن مارينا نعمت عام 2007.
تحاضر في الجامعات والمؤتمرات حول العالم، تُعلم كتابة المذكرات باللغة الفارسية والإنجليزية في كلية الدراسات المستمرة في جامعة تورنتو، ترأس مجلس إدارة CCVT «المركز الكندي لضحايا التعذيب»، وتكتب مراجعات الكتب لصحيفة غلوب اند ميل، لها أيضا كتاب بعد طهران: حياة مستصلحة 2010.

### اعتقالها
القي القبض علي مارينا نعمت في التاسعة مساء يوم الخامس عشر من يناير 1982 حيث كانت في السادسة عشر من العمر بسبب انها طلبت من مدرسة التفاضل بالمدرسة ان تدرس لهم مادة التفاضل بدلا من الحديث عن السياسة، فطردتها من الفصل وعندما خرجت انضم إليها زملائها ثم انضم إليها معظم طلاب المدرسة ورفضوا العودة الي الفصول استمر الاضراب لمدة يومان وفي اليوم الثالث استدعت مديرة المدرسة - محمودي خانم - مندوبات عن الطلاب وكانت منهم مارينا واخبرتهم بخطورة ما يقومون بة وان لم ينهوا الاضراب ويعودوا الي الفصول سوف تقوم بالاتصال بالحرس الثوري بتهمة معاداة الحكومة الإسلامية وان عقوبة ذلك هي الإعدام وبالفعل تم انهاء الاضراب. بعد شهرين من تلك الواقعة عملت مارينا من معلمة الكيمياء انها رأت قائمة تضم بعض الأسماء ومن بينهم اسم مارينا علي مكتب مديرة المدرسة التي تنتمي الي الحرس الثوري.
بعد اندلاع الحرب بين إيران والعراق في عام 1980 انضمت مارينا الي مظاهرة احتجاجية تم تفرقتها عن طريق الحرس الثوري وتم قتل الكثير من المتظاهرين، في اليوم التالي كتبت مارينا عن هجوم الحرس الثوري علي مظاهرة سلمية علي لافتة وعلقتها علي احدي جدران المدرسة.
في الخامس عشر من يناير عام 1982 القي القبض عليها وتم اتهامها بمعاداة الثورة الإسلامية والصلة بالجماعات الشيوعية وطلب منها الادلاء بأسماء زملائها المعادين للثورة والشيوعين في مدرستها كما طلب منها الإفصاح بمكان احدي زميلاتها المنضمة لجماعة شيوعية تعرف بفدائيين خلق ولما قالت انها لاتعلم مكان تواجدها ورفضت الاعتراف علي زملائها قاموا بتعذيبها وحكم عليها بالإعدام، تم تخفيف الحكم من الإعدام الي السجن مدي الحياة بفضل ظابطا في الحرس الثوري يدعي علي، وتم نقلها بعد ذلك الي عنبر للنساء في سجن ايفين يحمل رقم 246 .

### زواجها الأول واسلامها
تزوجت مارينا لأول مرة وهي في السابعة عشر من العمر من علي موسوي الضابط في الحرس الثوري في الثالث والعشرين من يوليو 1982، بعد أن ارغمها علي الزواج منة وهي مازالت في سجن ايفين كما ارغمها أيضا علي اعتناق الدين الإسلامي وتم اختيار اسم إسلاميا لها وهو فاطمة.
تمت إعادة محاكمة مارينا نعمت بعد زواجها من علي موسوي وتم تخفيف الحكم الصادر ضدها ليكون السجن ثلاث سنوات بدلا من السجن مدي الحياة وذلك بسبب زواجها وإسلامها، ثم اضيف اسمها الي قائمة إطلاق السراح المشروط.
حملت مارينا من زوجها علي موسوي وبعد فترة تم اغتيال علي موسوي في السادس والعشرين من سبتمبر عام 1983 بعد أن قرر ان يستقيل من عملة كما فقدت مارينا جنينها أثناء حادث الاغتيال.
في السادس والعشرين من مارس عام 1984 تم إطلاق سراح مارينا نعمت.

### زواجها الثاني
في الثامن عشر من يوليو عام 1985 أي بعد ستة عشر شهرا من إطلاق سراحها تزوجت مارينا من حبيبها السابق اندرية الشاب المسيحي الذي احبتة قبل اعتقالها في سجن ايفين بعد أن عادت للمسيحية، كما حصلت علي شهادة الثانوية.
في مارس عام 1987 رحلت مارينا مع زوجها اندرية الي زاهدان وهي مدينة تقع في جنوب شرق إيران بالقرب من الحدود الباكستانية والأفغانية كي يعمل اندرية محاضرا في جامعة سيستان وبلوشستان، في الحادي والثلاثين من ديسمبر عام 1988 ولدت مارينا ابنها مايكل.
بعد مرور ثلاث سنوات في زاهدان وبعد عناء طويل استطاعوا الحصول علي جوازات السفر وقررا الذهاب لاسبانيا في السادس والعشرين من أكتوبر عام 1990
و في الثامن والعشرين من أغسطس 1991 توجهوا الي تورنتو في كندا حيث يعيش اخيها وحيث تستقر مارينا الآن.

## رواية سجينة طهران
ترجمت سهى الشامي رواية سجينة طهران الي اللغة العربية، وقدمتها لها الشاعرة والمترجمة فاطمة ناعوت.تنتمي رواية سجينة طهران الي أدب السيرة الذاتية أو رواية السيرة الذاتية حيث تنطلق الأحداث من لحظة الكتابة أو لحظة اتخاذ قرار الكتابة وتعود مارينا بالذاكرة عشرين عاما لتحكي عن مأساتها في سجن ايفين بطهران حيث قضت هناك عامان وشهران، تبدأ الأحداث منذ تم القاء القبض عليها وهي مازالت طالبة بالمرحلة الثانوية حيث تم الزج بها في معتقل ايفين عام 1982 مرورا بزواجها القسري وإسلامها القسري الي تحررها حتي زواجها من خطيبها السابق وهروبهما الي كندا مع طفلهما في الثامن والعشرين من أغسطس عام 1991.

### الجوائز
حصلت رواية سجينة طهران لمارينا نعمت الصادرة في عام 2007 علي جائزة الكرامة الإنسانية من البرلمان الأوروبي كما حصلت علي جائزة جرينزان المرموقة في إيطاليا.
صدرت الرواية في كندا وكانت من أكثر الكتب مبيعا في عام 2007، فنشرت في 28 بلدا أخرى.

### بعض الاراء عن الرواية
مجلة ماكلينز:«تتناول قصة مارينا المحزنة، عن الوقت الذي قضتة في أحد السجون الإيرانية قضايا مهمة علي رأسها قدرة التعصب الديني علي دفع الاخيار لارتكاب أعمال الشر. غير ان تميز المذكرات وجمالها يعودان الي اسلوبها البسيط، وكيفية تناولها عبء الذكريات، وحاجاتها الي الادلاء بشهادتها، وخبايا قلوب البشر. سجينة طهران رواية مذهلة».
صحيفة ميامي هيرالد:
«سجينة طهران قصة مؤثرة رويت بأمانة عن زمان ومكان واشخاص عاصروا المحنة... انها قصة رائعة»

### سجن ايفين
سجن إيفين هو سجنا سياسيا منذ زمن الشاة محمد رضا بهلوي، اشتهر هذا السجن في زمن الشاة وقد زادت شهرت هذا السجن بعد ثورة الملالي وتوليهم نظام الحكم.
يقع هذا السجن الشهيرالذي إنشاء عام 1962م في منطقة سعادت آباد في العاصمة الإيرانية طهران ويشغل مساحة تزيد على 43 هكتار‘ وكان جرى افتتاحه عام 1972م وسلمت ادارته إلى جهاز الشرطة السرية لنظام الشاه «الساواك»‘ وبعد الثورة الخمينية أصبح أكبر معتقل للمناوئين لحكم نظام الملالي. يتوزع سجن ايفين على اجنحة واقسام عدة ولكن من اهمها تلك التي خصصت للمعتقليين السياسيين واهمها ‘جناح 209 ‘ 240 والجناح 350‘ وتحتوي هذه الاجنحة على معتقلات انفرادية مخيفة للغاية. فالجناح 209 يدار من قبل وزارة الاطلاعات (الاستخبارات) اما الجناح 240 فانه يدار من قبل جهاز استخبارات الحرس الثوري‘ وبالنسبة لجناح 350 فهو يدار من قبل السلطة القضائية ويسمى بالشعبة الثالثة.
بعد سقوط شاه وقيام جمهورية الملالي توالى على إدارة «ايفين» عددا من الجلادين ممن سبق لهم ان اعتقلوا في هذا السجن أيام حكم الشاه وتعرضوا فيه للتعذيب الشديد على يد عناصر «الساواك» ولكنهم حين دارات بهم الايام وتحولوا من سجناء إلى سجانين فقد مارسوا صنوف مختلفة من التعذيب بحق المعارضين لنظام الملالي كانت اشد من تلك التي كانوا قد تعرضوا لها هم أيام الشاه.